# Pravobranitelj za ravnopravnost spolova
Pravobranitelj za ravnopravnost spolova je institucija koja se razvila iz klasične institucije ombudsmana. Pravobranitelj razmatra slučajeve kršenja načela ravnopravnosti spolova, slučajeva diskriminacije prema pojedincima ili grupama pojedinaca koje su počinila tijela državne vlasti, odnosno zaposlenici tih tijela. Pravobranitelj djeluje neovisno i samostalno te mu/joj nitko ne smije davati upute za svoj rad.
Institucija pravobranitelja za ravnopravnost spolova razvila se najprije u Švedskoj, Norveškoj, Finskoj, u kojima se i razvila klasična institucija ombudsmana, i gdje je ta institucija vrlo popularna. 

## Pravobranitelj za ravnopravnost spolova u Hrvatskoj
Republika Hrvatska je uvela instituciju pravobranitelja/ice za ravnopravnost spolova Zakonom o ravnopravnosti spolova 2003. godine, sa svrhom zaštite i promicanje ravnopravnosti spolova kao temeljne vrednote ustavnog poretka Republike Hrvatske. U obavljanju poslova iz svoga djelokruga pravobranitelj je ovlašten/a upozoravati, predlagati i davati preporuke.

## Vanjske poveznice
- Ured pravobraniteljice za ravnopravnost spolova
- [neaktivna poveznica]